# Claudia Cantero
Claudia Alejandra Cantero (Rosario, Santa Fe; 27 de enero de 1964) es una actriz, bioquímica, directora de teatro y dramaturga argentina.

## Biografía
Claudia Cantero nació el 27 de enero de 1964 en la ciudad de Rosario, provincia de Santa Fe. Estudió y se recibió de la carrera de bioquímica en la Universidad Nacional de Rosario. Luego de la recuperación de la democracia en la Argentina, Cantero comenzó a estudiar teatro, tomando clases con Guillermo Angelelli y Ricardo Bartis.

## Carrera profesional
Claudia Cantero comenzó su carrera como actriz en su ciudad natal en el año 2002 protagonizando junto a Matías Martínez la obra de teatro Mabel, que se exhibió en varias salas teatrales de Rosario y recorrió por varios festivales en Buenos Aires, La Paz y Miami. En 2005, se unió al elenco principal de la obra De mal en peor dirigida por Ricardo Bartis, donde interpretó a Regina, una viuda llorona; papel por el cual recibió una nominación a los premios Teatro del Mundo y Trinidad Guevara. A partir de esto, fue cuando la directora de cine Lucrecia Martel la vio y contactó para debutar en cine con la película La mujer sin cabeza (2008), donde asumió el papel de Josefina. Ese mismo año, Cantero apareció en el papel de la tía Celia en la película Mentiras piadosas de Diego Sabanés. Asimismo, Cantero escribió y dirigió el espectáculo teatral Final por knock out ambientado en la etapa post dictadura militar.
Su siguiente papel fue en la obra de teatro El último fuego (2009-2010) dirigida por Ana Alvarado en el Espacio Callejón. Después, Cantero apareció con papeles secundarios en los filmes Patagonia (2010) de Marc Evans y Sin retorno (2010) de Miguel Kohan. Ese mismo año, interpretó a Nora en la película Lengua materna, en la cual compartió escenas con Virginia Innocenti, encarando el rol de una pareja homosexual.
En 2011, Cantero protagonizó junto a Carla Crespo y Luis Machín la obra teatral La familia argentina, donde jugó el papel de Laura, una mujer que intenta revertir un grave error con su hija y exesposo. Seguidamente, tras ser convocada por Ana Katz, obtuvo un papel en la película Los Marziano, en la cual interpretó a Raquel, la exesposa de Juan (Guillermo Francella). Más tarde, protagonizó la cinta Amar es bendito (2013) de Liliana Polinelli, encarando el rol de Mecha, una trabajadora textil que entabla un vínculo romántico con Ofelia (Mara Santucho).
Luego, Cantero amplió su trabajo en cine, participando en las películas El cerrajero (2014), Historia del miedo (2014), Dos disparos (2014) y La visita (2014). Al año siguiente, integró el elenco principal de la obra El don (2015) en el teatro Nacional Cervantes, donde personificó el papel de Renata. En 2016, Cantero formó parte de la pieza teatral Hambre y amor dirigida por Ricardo Bartis en Sportivo Teatral.
En 2017, actuó en la obra No me pienso morir en el papel de Irma bajo la dircción de Mariana Chaud. Posteriormente, Cantero apareció en el filme Familia sumergida (2018) dirigido por María Alché, donde se puso en la piel de Paloma. En 2019, fue convocada para protagonizar el unipersonal Vigilante dirigida por Laura Sbdar.

## Filmografía

### Cine
| Año  | Título                       | Papel                  | Notas                     |
| ---- | ---------------------------- | ---------------------- | ------------------------- |
| 2008 | La mujer sin cabeza          | Josefina               |                           |
| 2008 | Mentiras piadosas            | Tía Celia              |                           |
| 2010 | Patagonia                    | Marta                  |                           |
| 2010 | Sin retorno                  | Fiscal                 |                           |
| 2010 | Lengua materna               | Nora                   |                           |
| 2010 | Historias breves VI          | Nora                   | Segmento: Los teleféricos |
| 2011 | Los Marziano                 | Raquel                 |                           |
| 2012 | Noelia                       | Mujer del departamento | Cortometraje              |
| 2013 | Solo                         |                        |                           |
| 2013 | Amar es bendito              | Mecha                  |                           |
| 2014 | El cerrajero                 | Mabel                  |                           |
| 2014 | Historia del miedo           | Edith                  |                           |
| 2014 | Dos disparos                 | Adriana                |                           |
| 2014 | Los ausentes                 |                        |                           |
| 2014 | La visita                    | Teresa                 |                           |
| 2015 | La novia de Frankenstein     |                        | Cortometraje              |
| 2015 | El pasado roto               | Silvia                 | Cortometraje              |
| 2016 | El rey del Once              | Enfermera              |                           |
| 2016 | Hipersomnia                  | Emilia                 |                           |
| 2017 | Cetáceos                     | Felisa                 |                           |
| 2017 | La cordillera                | Marta                  |                           |
| 2017 | Adiós querido Pep            | Marla                  |                           |
| 2017 | Negros famosos               |                        | Cortometraje              |
| 2018 | Familia sumergida            | Paloma                 |                           |
| 2018 | Rojo                         | Mujer de la iglesia    |                           |
| 2018 | Cuando brillan las estrellas | Psicóloga              |                           |
| 2020 | Emilia                       | Claudia                |                           |
| 2020 | Raid                         | Mamá de Gabriel        | Cortometraje              |
| 2022 | Me busco lejos               |                        |                           |
| 2023 | Puan                         | Daniela Furman         |                           |
| 2023 | Norma                        | Rosita                 |                           |
| 2023 | Ven a mi casa esta Navidad   | Mónica                 |                           |
| 2024 | Romeo y Ofelia               |                        |                           |
| 2025 | Escena final                 |                        | Cortometraje              |

### Televisión
| Año  | Título                             | Papel              | Notas                                                  |
| ---- | ---------------------------------- | ------------------ | ------------------------------------------------------ |
| 2007 | 200 años                           |                    | Episodio: «El acto»                                    |
| 2014 | Televisión por la justicia         | Catalina           | Episodio: «Los débiles»                                |
| 2017 | Balas perdidas                     | Griselda           |                                                        |
| 2019 | Campanas en la noche               |                    |                                                        |
| 2022 | María Marta, el crimen del country | Mariana Zuviría    |                                                        |
| 2024 | El encargado                       | Senadora Capotorto | Episodio: «Eliseo versus el Estado Nacional Argentino» |

### Web
| Año  | Título        | Papel | Notas     |
| ---- | ------------- | ----- | --------- |
| 2020 | Ando cantando | Rita  | Miniserie |

## Teatro
| Año       | Título                                  | Papel                | Lugar                                            |
| --------- | --------------------------------------- | -------------------- | ------------------------------------------------ |
| 2002-2014 | Mabel                                   | Mabel                | Varios                                           |
| 2005-2007 | De mal en peor                          | Regina               | Sportivo Teatral                                 |
| 2009-2010 | El último fuego                         |                      | Espacio Callejón                                 |
| 2011      | La familia argentina                    | Laura                | Teatro Lasserre / Centro Cultural de Cooperación |
| 2015      | El don                                  | Renata               | Teatro Nacional Cervantes                        |
| 2016-2017 | Hambre y amor                           | Juliana              | Sportivo Teatral                                 |
| 2017      | No me pienso morir                      | Irma                 | Teatro Nacional Cervantes                        |
| 2018      | Astronautas                             | Astronauta Brillante | Xirgu UNTREF                                     |
| 2019-2021 | Vigilante                               | Guardia de seguridad | Varios                                           |
| 2021      | Un hembro                               | Bufona               | Biblioteca Nacional                              |
| 2022      | Cuando nosotros los muertos despertamos | Irene                | Teatro Nacional Cervantes                        |
| 2022-2024 | Lorca, el teatro bajo la arena          | Elena                | El Portón de Sánchez                             |
| 2022-2023 | La débil mental                         | La hija              | Área 623                                         |
| 2022      | Bodas de sangre                         | La vecina            | Teatro San Martín                                |
| 2024      | James Brown usaba ruleros               | Sra. Hutner          | Teatro Sarmiento                                 |

Como directora y dramaturga
- De nuevo la furia (2006)
- Final por Knock Out (2008-2010)
- Los mozos, la carrera (2017-2018)
- Princesas, brujas y otros asuntos cotidianos (2018)

## Premios y nominaciones
| Año  | Organización                                    | Categoría               | Trabajo                   | Resultado | Ref(s) |
| ---- | ----------------------------------------------- | ----------------------- | ------------------------- | --------- | ------ |
| 2005 | Premios Teatro del Mundo                        | Actuación femenina      | De mal en peor            | Nominada  | [ 18 ] |
| 2006 | Premios Trinidad Guevara                        | Mejor actriz de reparto | De mal en peor            | Nominada  | [ 19 ] |
| 2008 | Premios Sur                                     | Mejor actriz de reparto | La mujer sin cabeza       | Nominada  | [ 20 ] |
| 2011 | Premios María Guerrero                          | Revelación              | La familia argentina      | Nominada  | [ 21 ] |
| 2011 | Premios Florencio Sánchez                       | Mejor actriz            | La familia argentina      | Nominada  | [ 22 ] |
| 2019 | Festival Internacional de Cine de Puerto Madryn | Mejor actriz            | Familia sumergida         | Ganadora  | [ 23 ] |
| 2024 | Premios Teatro del Mundo                        | Adaptación teatral      | La débil mental           | Nominada  | [ 24 ] |
| 2025 | Premios Martín Fierro de Teatro                 | Mejor actriz de reparto | James Brown usaba ruleros | Nominada  | [ 25 ] |